# 天纪增一
武仙座η，又名BD+39 3029，HD 150997、SAO 65504、HR 6220，是武仙座的一颗恒星，视星等为3.53，位于銀經62.28，銀緯40.9，其B1900.0坐标为赤經16h 39m 28s，赤緯+39° 40.9′ 44″。